# Zewditou
Cette page contient des caractères éthiopiques. En cas de problème, consultez Aide:Unicode ou testez votre navigateur.
Zewditou Ire (en alphasyllabaire guèze : ዘውዲቱ, Zäwditu), née en 1876 et morte en 1930, fut impératrice d'Éthiopie (nəgəstä nägäst, « reine des rois ») de 1916 à 1930. Elle est une des seules femmes ayant régné sur l'Empire éthiopien et l'une des rares femmes à la tête d'un État au début du XXe siècle.

## Biographie

### Enfance et mariages
Née le 29 avril 1876, Zewditou est la fille de Sahle Maryam, négus du Choa, futur negusse negest Menelik II. Elle est baptisée « Askala Maryam » (« Askal de Marie », un type de fleurs). Sa mère, woyzero Abechi, noble shewanne, est brièvement la compagne de Menelik ; elle meurt alors que sa fille est encore très jeune. Ainsi, ce sont Menelik et son épouse Baffana qui l'élèvent avec les deux autres enfants reconnus : Asfaw Wossen, qui décède en bas âge, et Shewaregga, la mère du futur héritier de Menelik, Iyasou.
En 1886, Zewditou, âgée de dix ans, épouse le ras Araya Selassie Yohannes, fils du negusse negest Yohannes IV. Le mariage est très politique, visant à ce que Menelik accepte l'autorité du souverain tigréen. Le couple n'a pas d'enfant. Araya meurt en 1888 et Zewditou quitte Mekele pour retourner auprès de son père, dans le Choa. En dépit du conflit qui oppose Menelik et Yohannes IV, Zewditou tente de continuer à maintenir de bonnes relations entre les deux hommes.
Elle contracte deux autres courts mariages, avant d'épouser ras Gougsa Wellé, neveu de Taytu Betul, sa belle-mère. Contrairement à ses unions antérieures, celle-ci est heureuse.

### Ascension au pouvoir
À la mort de Yohannes IV en mars 1889, Menelik arrive sur le trône impérial. Vers le début du XXe, frappé par une maladie, il doit préparer sa succession en prenant en considération l'absence d'héritier mâle direct. Il décide donc que le trône doit échoir aux branches féminines de la dynastie impériale. À la mort de Menelik II en 1913, Iyasou, fils de la demi-sœur de Zewditou, devient ainsi negusse negest. Auparavant, en 1909, il fait exiler, loin de la capitale, Zewditou et son époux, qu'il considérait comme des rivaux potentiels pour le trône. Rapidement, ledj Iyasou est accusé de proximité avec les milieux musulmans et les puissances européennes craignent une alliance avec les puissances centrales.
Le 27 septembre 1916, un coup d'État renverse Iyasou, accusé d'apostasie ; Zewditou devient negiste negest d'Éthiopie. L'impératrice Zewditou utilise la forme féminisée nəgəstä nägäst (« reine des rois ») pour montrer qu'elle régne de son propre chef, et n'utilise pas le titre de ətege. Elle est alors secondée dans sa tâche par le jeune Tafari Makonnen, futur Haïlé Sélassié, nommé prince-régent et héritier du trône.

### Règne

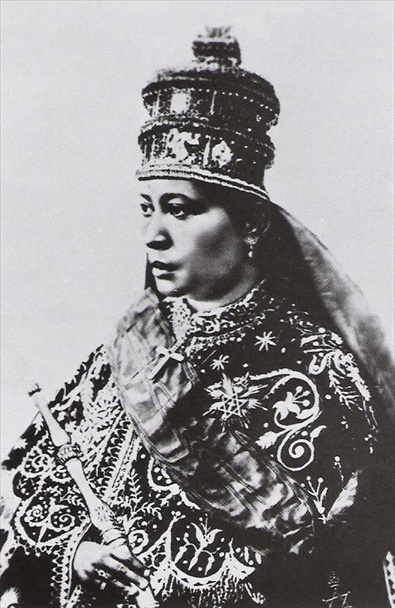
Portrait de Zewditou en habit de sacre.

Son couronnement eut lieu le 11 février 1917,. Sous son règne, l'Éthiopie connut de grandes évolutions. En tant que partisane très modérée de la modernisation du pays et de ses institutions, Zewditou ne gérait que les affaires protocolaires et déléguait beaucoup au régent qui exerçait la réalité du pouvoir.

#### Manœuvres politiques
Alors que l'aristocratie éthiopienne était généralement favorable à Zewditou, elle l'était moins à l'égard de nombre de ses proches. Belle-mère de Zewditou et tante de son mari, Taytu Betul (1851-1918) s'était retirée de la capitale après le décès de Menelik. Pour tenter de limiter son influence, l'aristocratie dominée par son neveu (le mari de Zewditou, ras Gougsa Wellé) la met à l'écart. Cette mesure, conçue surtout contre Taytu, a considérablement bouleversé Zewditou. Elle souffrait également de la culpabilité d'avoir pris le trône de Iyasou, croyant aller là contre la volonté de son défunt père.[réf. nécessaire]
Alors que la negiste negest se retire de plus en plus de ses responsabilités pour le jeûne et la prière, le régent et héritier Tafari Makonnen accroît son influence à la Cour.

#### Guerre contre Iyasou
Le début du règne de Zewditou est marqué par une guerre contre Iyasou qui s'était échappé de son lieu de captivité. Soutenu par son père Negus Mikaél, l'ancien souverain tente de reprendre le trône. Mais après quelques victoires, le père de Iyasou est vaincu et capturé à la bataille de Segalé. Il défile dans les rues d'Addis-Abeba enchaîné, transportant un rocher de repentir sur ses épaules, avant d'entrer dans la salle du trône et de baiser les chaussures de la souveraine pour implorer sa miséricorde. Iyasou, lui, s'est enfui. Quand Iyasou est capturé, Zewditou, éplorée, plaide pour qu'il soit seulement placé en résidence surveillée, où il pourrait recevoir un ministre du culte. Tafari Makonnen et le fitawrari Habte Giorgis y sont opposés et elle abandonne. Elle veille toutefois à lui assurer un certain luxe, par des vêtements et de la nourriture de qualité.[réf. nécessaire]

#### Ascension de Tafari Makonnen

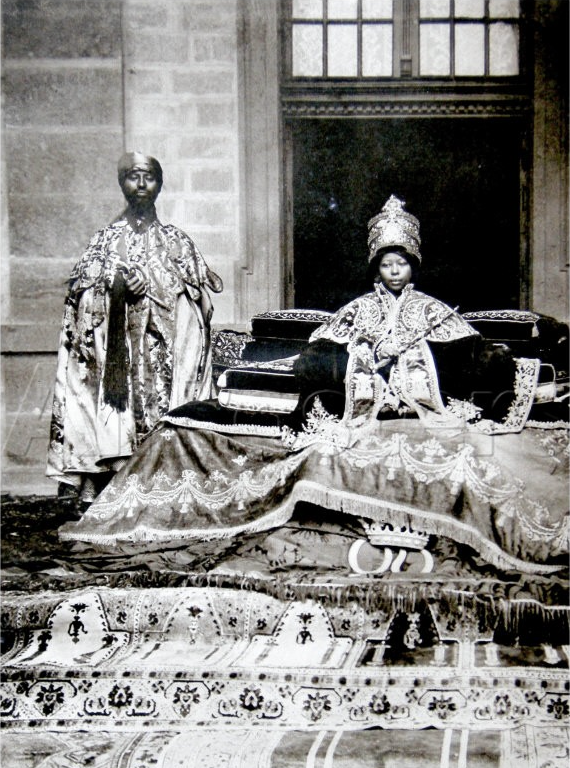
Zewditu et le régent Tafari Makonnen.

Au fur et à mesure du règne de Zewditou, la différence entre elle et son héritier désigné, Tafari Makonnen, se fait de plus en plus constante. Ce dernier se présente comme un partisan de la modernisation du pays, afin que l'Éthiopie s'ouvre au monde dans le nouveau contexte international. En cela, il a le soutien de nombreux jeunes nobles. Zewditou, de son côté, est plus conservatrice, croyant dans la préservation de la tradition éthiopienne. Elle a ainsi le soutien ferme de l'Église. Lentement, toutefois, elle commence à se retirer de la vie politique, laissant de plus en plus le pouvoir à Tafari Makonnen. Sous sa direction effective, l'Éthiopie entre ainsi à la Société des Nations et abolit une nouvelle fois l'esclavage. Zewditou est, elle, critiquée pour sa trop grande ferveur religieuse[réf. nécessaire], qui la pousse notamment à faire bâtir un nombre très important d'églises.
En 1928, un soulèvement contre les réformes de Tafari Makonnen échoue. Zewditou est alors obligée d'accorder à ce dernier, qui contrôle désormais l'essentiel du gouvernement, le titre de négus. Bien qu'il reste de jure sous la tutelle de la negiste negest, il est de facto à la tête du pays. Un certain nombre de tentatives pour l'écarter du pouvoir n'aboutissent pas. En 1930, l'époux de Zewditou, Gougsa Wellé, conduit ainsi une rébellion contre Tafari dans le Bégemeder, dans l'espoir de mettre fin à la régence. Il est néanmoins battu et tué à la bataille d'Anchem, par une armée éthiopienne modernisée, le 31 mars 1930.

### Décès et succession

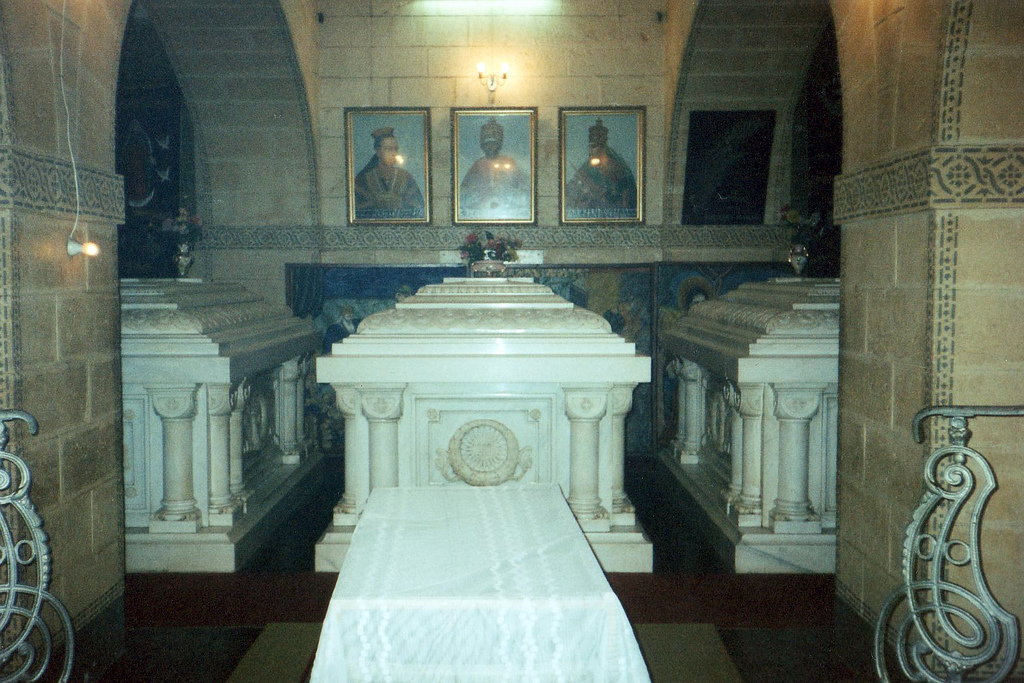
Le mausolée où reposent Menelik II, sa femme et sa fille Zewditou.

Le 2 avril, deux jours après la mort de son époux Gougsa Wellé, la negeste negest Zewditou décède. Il semble qu'elle souffrait de diabète et avait été malade de la typhoïde. Mais cela n'est pas totalement accepté. Selon certaines histoires populaires, son décès serait dû au choc occasionné par celui de son mari ; d'autres prétendent qu'elle n'avait pas été informée de l'issue de la bataille. Certaines sources diplomatiques présentes à Addis-Abeba ont signalé à l'époque que la fièvre avait frappé l'impératrice et qu'elle s'immergeait dans un grand conteneur d'eau bénite froide pour tenter de se guérir, mais son corps n'a pas surmonté le traitement. D'aucuns prétendent que Tafari Makonnen ou ses partisans l'auraient empoisonnée.
Le lendemain, le 3 avril, Tafari Makonnen est proclamé negusse negest d'Éthiopie, sous le nom de Haïlé Sélassié Ier.
Elle est enterrée dans un monastère du palais Ménélik.